# Forcipulatida
Forcipulatida — ряд морських зірок. Він містить близько 300 видів з 68 родів.

## Класифікація
У ряд включають три родини:
- Родина Asteriidae — 39 родів
- Родина Heliasteridae (інші мови) — 2 роди
- Родина Zoroasteridae (інші мови) — 8 родів